# Chibidokuga nigra
Chibidokuga nigra là một loài bướm đêm trong họ Noctuidae.